# Saint-Michel-sur-Orge
Saint-Michel-sur-Orge é uma comuna francesa situada a vinte e quatro quilômetros ao sudoeste de Paris, no departamento de Essonne na região da Ilha de França.
Seus habitantes são chamados Saint-Michellois.

## Geografia

### Comunas limítrofes
Saint-Michel-sur-Orge é limítrofe ao noroeste de Longpont-sur-Orge, ao nordeste de Sainte-Geneviève-des-Bois, ao sudeste de Le Plessis-Pâté e ao sul de Brétigny-sur-Orge.

### Transporte

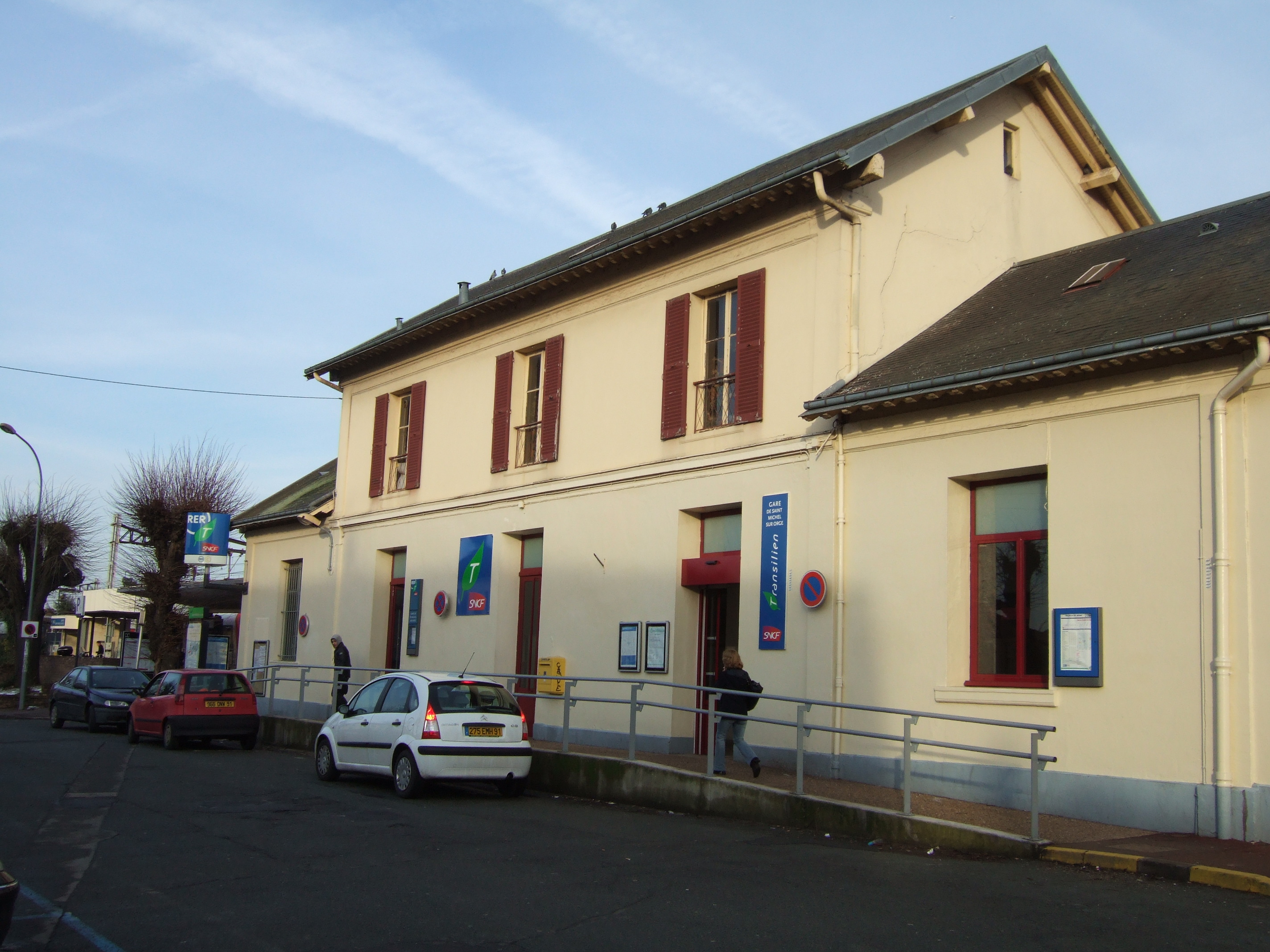
A estação de Saint-Michel-sur-Orge.

A comuna tem em seu território a estação de Saint-Michel-sur-Orge servida pela linha C do RER.

## Toponímia
A origem do nome seria Sanctus Michael por volta de 1090: Sanctus Michael super Orgeam, Sanctus Michael ad Urbiam.
A comuna foi fundada em 1793 sob o nome de Saint-Michel, a menção do rio Orge foi adicionada no bulletin des lois de 1801.

## Política e administração
Saint-Michel-sur-Orge desenvolveu associações de geminação com:
- Püttlingen (Alemanha). Püttlingen está localizada no Sarre na Alemanha.
- Ber (Mali), localizada a 3 675 quilômetros[5].
- Veszprém (Hungria), em húngaro Veszprém, localizada a 1 177 quilômetros[6].
- Žamberk (República Tcheca), em tcheco Žamberk, localizada a 1 039 quilômetros[7].

Em seu site oficial, a cidade pretende ser ligada com as comunas de Püttlingen e Senftenberg na Alemanha, Nowa Sól na Polónia e Fresagrandinaria na Itália, estas informações sendo refutadas pelos serviços do Ministério Francês dos Negócios Estrangeiros que indicam que estes acordos são terminados.

## Cultura e patrimônio

### Patrimônio ambiental

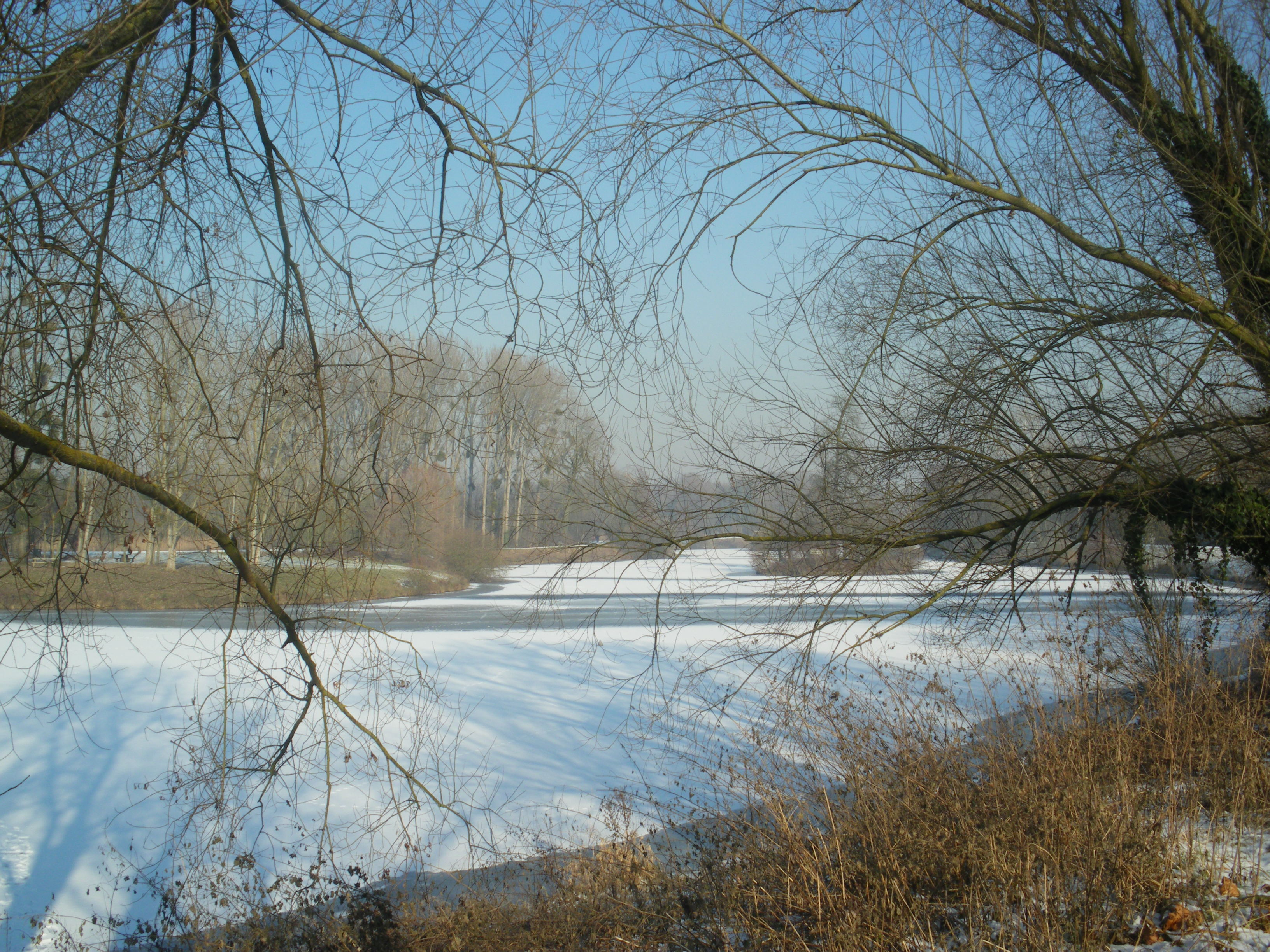
O parque Lormoy.
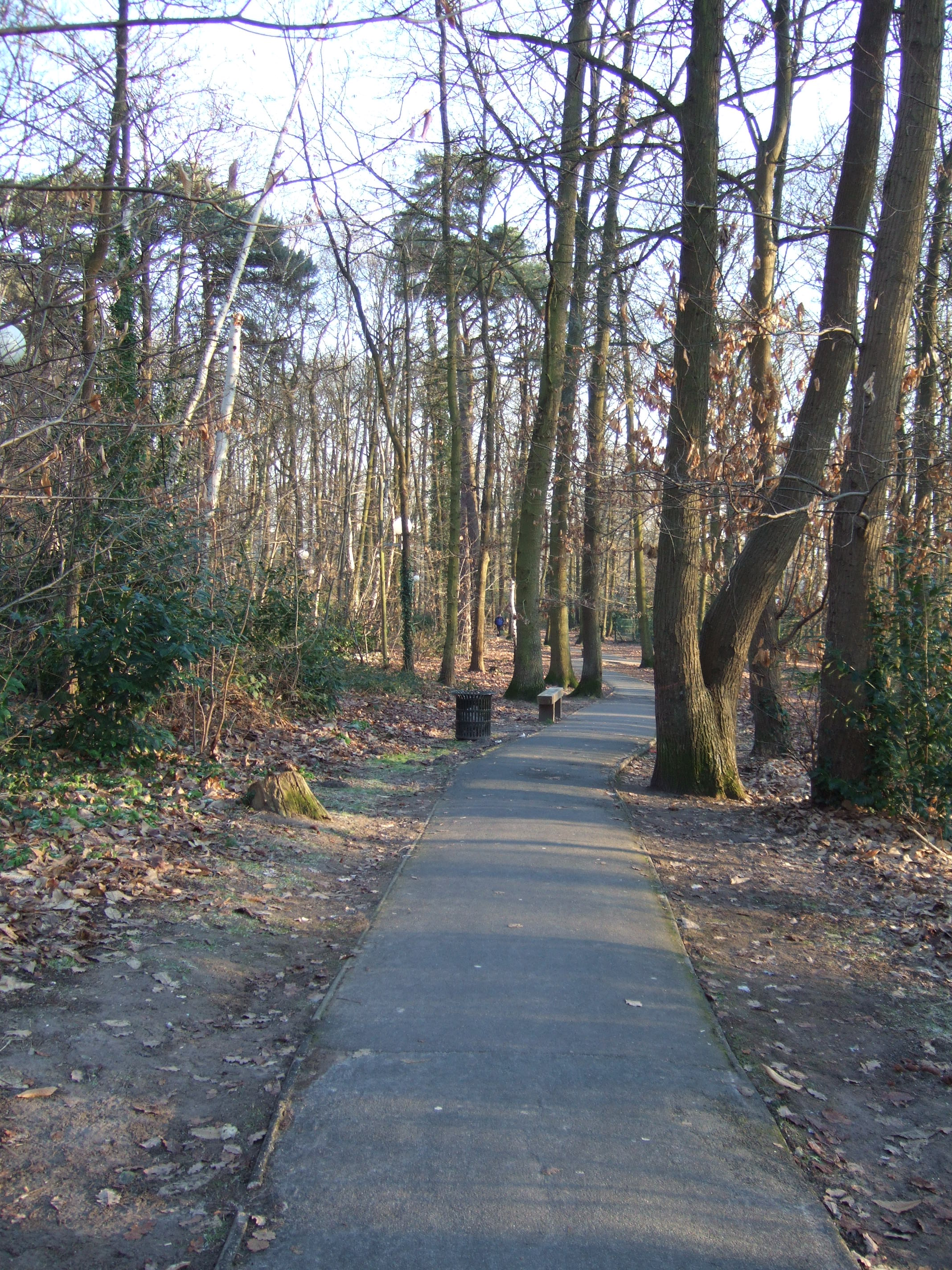
Um beco do Bois des Roches.

A comuna de Saint-Michel-sur-Orge tem sido recompensada com uma flor no Concurso das cidades e aldeias floridas e um segundo lugar na lista de 2011. Os bosques e os campos ao oeste do território têm sido identificados como áreas naturais sensíveis pelo Conselho geral da Essonne.

### Patrimônio arquitetônico
Vinte pavilhões da antiga vila-expo construída em 1966 por Louis Arretche e Martin Van Treck se beneficiam do Rótulo "Patrimônio do século XX".
- Espace Marcel Carné: um espaço cultural com um auditório para mais de 500 pessoas e três salas de cinema classificados como "Art et Essai".
- As colunas da paz
- O Bois des Roches
- A fonte do Orme
- Os liers
- A garenne
- As acácias
- Collège Boileau

### Personalidades ligadas à comuna
Várias figuras públicas nasceram, morreram ou viveram em Saint-Michel-sur-Orge:
- Clément Guillon (1932-2010), bispo.
- Jean-Maurice Mourat (1946- ), guitarrista.
- Yves-Marie Pasquet (1947- ), compositor.
- Jacques Mourioux (1948- ), corredor ciclista.
- Jean-Philippe Bec (1968- ), compositor.
- Steve Gohouri (1981- ), jogador de futebol.
- Jacques Simon (?- ), arquiteto-paisagista.
- Bernard Baschet, fazedor de instrumentos musicais.